# Over It (álbum)
Over It é o primeiro EP da banda Face to Face, lançado em 1994.

## Faixas
1. "I Want" — 3:06
2. "Nothing New" — 3:22
3. "Disconnected" — 3:25
4. "A.O.K." — 2:59
5. "I Used To Think" — 3:04
6. "Don't Turn Away" — 2:47
7. "Not Enough" — 2:54

## Créditos
- Trever Keith — Guitarra, vocal
- Matt Riddle — Baixo, vocal de apoio
- Rob Kurth — Bateria